# الشمسة
الشَّمسة، هو تتويج احتفالي شكلت جزءًا من مجوهرات الخلفاء العباسييين والفاطميين.

## الأصل التاريخي
كان الرأي العلمي السابق هو أن الشَّمسة كانت مظلة احتفالية تجري عند الخُلفاء، ولكن من المعروف الآن أنها كانت عبارة عن تاج معلق ضخم مصنوع من الذهب أو الفضة ومرصع باللؤلؤ والأحجار الكريمة.
كان البروتوكول يعتمد على التاج الاحتفالي الذي تم تعليقه بالمثل فوق رأس ملوك بلاد فارس الساسانيين قبل الإسلام. في عهد الخلفاء العباسيين، كانت الشَّمسة تمثل رمزياً الخليفة الغائب أثناء مراسم الحج الرسمية بينما كان أمير الحج مسؤولًا شخصيًا عن قافلة الحج نيابةً عن الخليفة. بمجرد وصول الحجاج إلى مكة، يتم تعليق الشَّمسة أمام الكعبة المُشرَّفة، ولكن يتم إنزالها بعد يوم عرفة وبدء مراسم الحج.

## الأحداث
من المعروف أنه تم صنع عدة شمسات مختلفة. الأول أمر به الخليفة العباسي المتوكل في منتصف القرن التاسع، ومرصَّع بالأحجار الكريمة على يد المعتضد بعد نصف قرن. وقد حملها في النهاية الزعيم القرامطي أبو طاهر الجنابي خلال غارة قافلة الحج عام 924. والثاني صنعه الوصي المصري أبو المسك كافور للأمير الإخشيدي أونوجور. بعد الفتح الفاطمي لمصر، قام القائد الفاطمي جوهر باستبدالها بأخرى جديدة أكبر. وقد وصف المُؤرخ الفاطمي الحسن بن زولاق الشَّمسة بالتفصيل: كانت أكبر بأربع مرات من سابقاتها، مكونة من اثني عشر هلالا ذهبيا، قطرها أكثر من مترين، ومزينة بخمسين لؤلؤة وياقوت وتوباز وياقوت يصل حجمها إلى بيض الحمام. وكانت الآيات القرآنية المتعلقة بالحج تكتب بالزمرد، ومليئة باللؤلؤ؛ وكان الجزء السفلي من التاج مغطى بالديباج الأحمر المملوء بالكافور. ضاع تاج الشَّمسة عندما نُهبت الخزانة الفاطمية عام 1068؛ تم أيضًا التقاط شمسة رابعة غير مكتملة في نفس الوقت.